# Dusk
A Dusk egy szegedi black metal együttes, melyet Shadow (Kenéz Róbert) gitáros-énekes alapított 1995-ben. Csatlakozott a zenekarhoz Gorgo (Borbás Gábor) dobos és Akharu (Medovarszky Zoltán) basszusgitáros, majd ebben a felállásban vették fel a Fight of the Soul bemutatkozó demót még abban az évben. Ezt követően a zenekar kéttagúra fogyatkozott. A következő kiadványokon dobon Sándor Tamás, majd Gelal (Ocskó Ádám) közreműködik, ezen kívül minden hangszeren Kenéz játszik.
A Dusk Magyarország legtermékenyebb black metal zenekara lett, s mára már a hetedik nagylemezük is megjelent. Magyarországon a csapat megítélése ennek ellenére eléggé kettős. Ennek oka a zenekar frontemberének szélsőséges megnyilvánulásai. Lemezeik amerikai, német, francia és fehérorosz kiadóknál jelentek meg eddig. A zenekar saját kinyilatkoztatása szerint megtiltotta a lemezeik Magyarországon való értékesítését és terjesztését - ezzel egyértelműen elhatárolódva a magyarországi black metal színtértől - ennek ellenére ezek mégis beszerezhetőek hazai terjesztőknél.
A Dusk a kezdetektől sátánistának vallja magát és ezen eszméket terjeszti a zenéjével. Saját magát a zenekar "True Carpathian Black Metal" jelzővel illeti, de a 2009-ben megjelent lemeznél már a "Satanist Metal" jelzőt használják.
A zenekar tagjai játszanak még a Diecoldban, Туман-ban és 666-ban. Mára az együttes egyszemélyes lett, Shadow maradt benn.
2015. március 9-én a zenekar 20. évfordulójára készült egy 66 példányszámra korlátozott doboz a Neverheard Distro kiadó jóvoltából, amely tartalmaz kilenc kazettát, (a zenekar eddigi összes stúdióanyaga, egy 2014-es kiadatlan EP-vel együtt) egy sorszámozott diplomát, egy pólót és egy a zenekar logójával ellátott kitűzőt.

## Tagok

### Jelenlegi tagok
- Shadow (Kenéz Róbert) – ének, minden hangszer

### Korábbi tagok
- Gorgo (Borbás Gábor) – dob (1995–1996)
- Akharu (Medovarszky Zoltán) – basszusgitár (1995–1999)
- Sándor Tamás – dob (1997–2003)
- Gelal (Ocskó Ádám) – dob (2003–2011)

## Diszkográfia

### Nagylemezek
- Shadowsoul (2003)
- The Darksoul's Scream (2005)
- Carpathian Darkness (2005)
- Deathgate (2006)
- Pray for Death (2007)
- Örök Halálban (2009)
- Book Of Satan (2011)
- To Become Darker Then Darkness (2020)

### Válogatások
- Beginning... (2006)
- 20th Anniversary Box (2015)

### Demók
- Fight Of The Soul (1995)
- Recognizing Ourselves (1998)
- Scream of the Soul (2002)

### Splitek
- True Carpathian Black Metal Assault / Live Tape 2007 (közös album a Diecold és Туман együttesekkel, 2007)

## Külső hivatkozások
- Dusk hivatalos honlap Archiválva 2010. február 5-i dátummal a Wayback Machine-ben
- Encyclopaedia Metallum - Dusk adatlap